# Бои у села Куяш
Бои у села Куя́ш (баш. Ҡуяш ауылы янында һуғыштар) — серия боёв, произошедших у села Куяш между башкирским войском и красноармейцами в 1918 году.

## Ход событий
С середины июня 1918 года отряд белогвардейцев вёл тяжёлые бои с красноармейцами в районе деревни Сары. В ходе этих боёв красноармейцы отступили к селу Куяш.
Башкирское войско, состоящее из солдат и офицеров первого башкирского пехотного полка, а также при личном участии в боях Ахмета Заки Валиди, сумело одержать победу и вынудить красноармейцев отступить из села. Эти бои совпали с потерей красноармейцами Златоуста, в ходе чего началось их отступление в Екатеринбург. Башкирским солдатам удалось захватить большое количество оружия и военных трофеев.